# Josje Smit

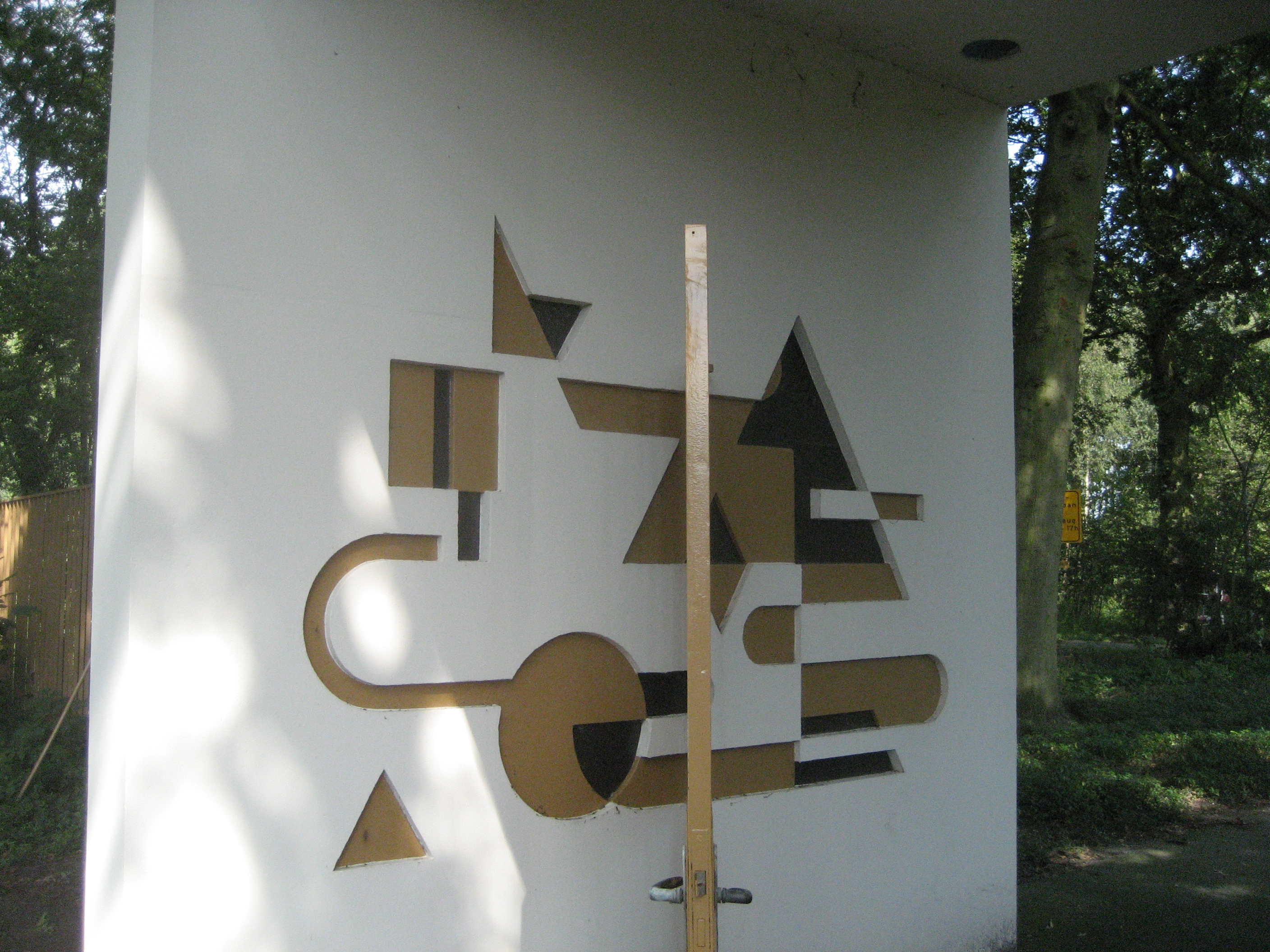
Poort, Eingangstor Friedhof Rosenburgh, Voorschoten

Josje Smit (* 25. Dezember 1926 in Amsterdam; † 30. September 2003, ebenda) war eine niederländische bildende Künstlerin.

## Leben
Josje Smit wurde 1926 in Amsterdam geboren. Sie lebte einige Zeit in Oostzaan und ab 1954 wieder in Amsterdam. Ursprünglich wollte sie Schauspielerin werden, doch nachdem sie in mehreren Werbespots mitgewirkt hatte, verwarf sie diesen Plan wieder. Sie besuchte keine Kunstakademie, nahm aber Unterricht, weil sie kreativ arbeiten wollte. Dazu ließ sie sich von Joost „Just“ van Deventer in Töpferei unterrichten und von Constantinus „Cephas“ Stauthamer (1899–1983), den sie später heiratete, in Bildhauerei.

De Gecroonde Raep, Oudezijds Voorburgwal, Amsterdam
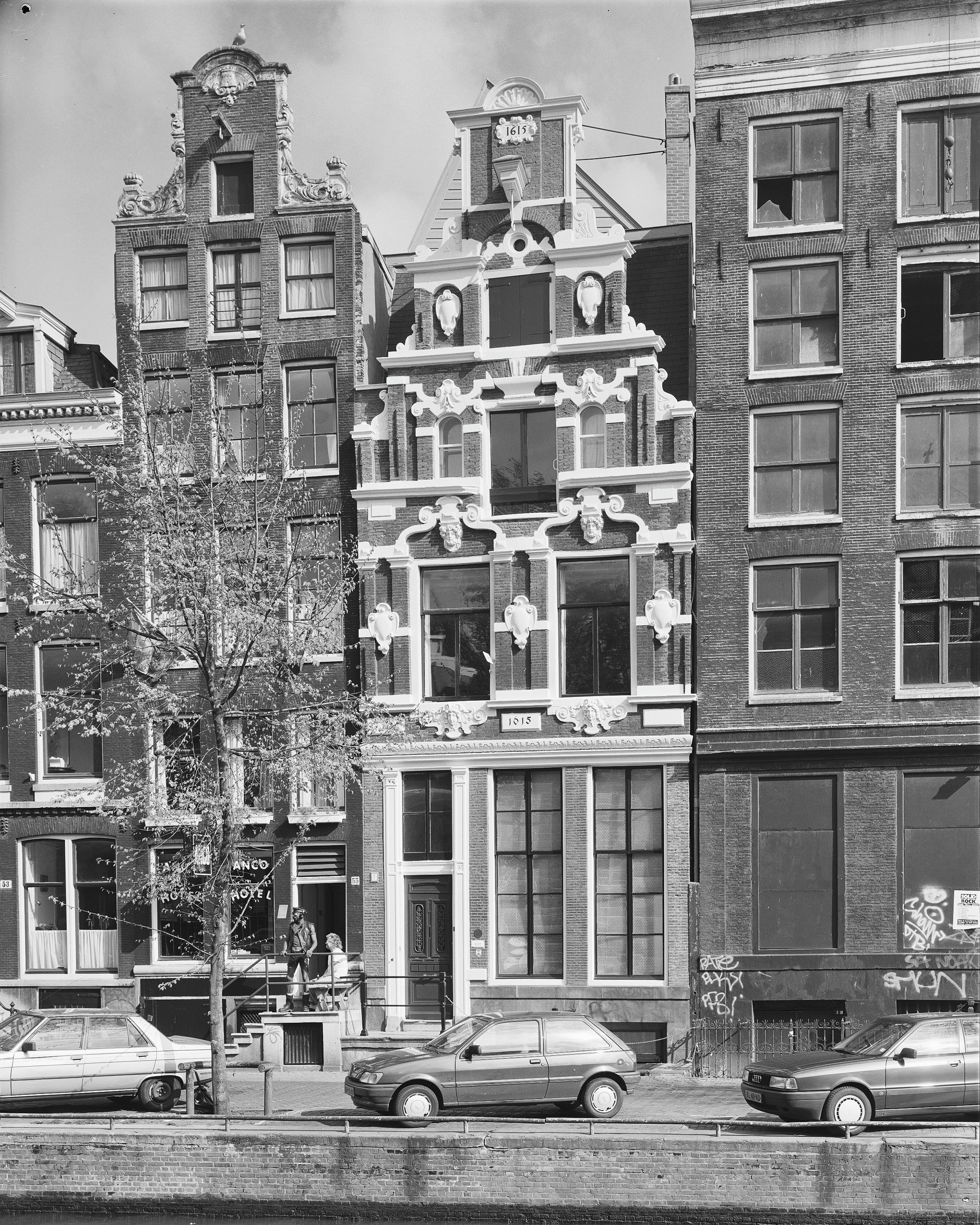
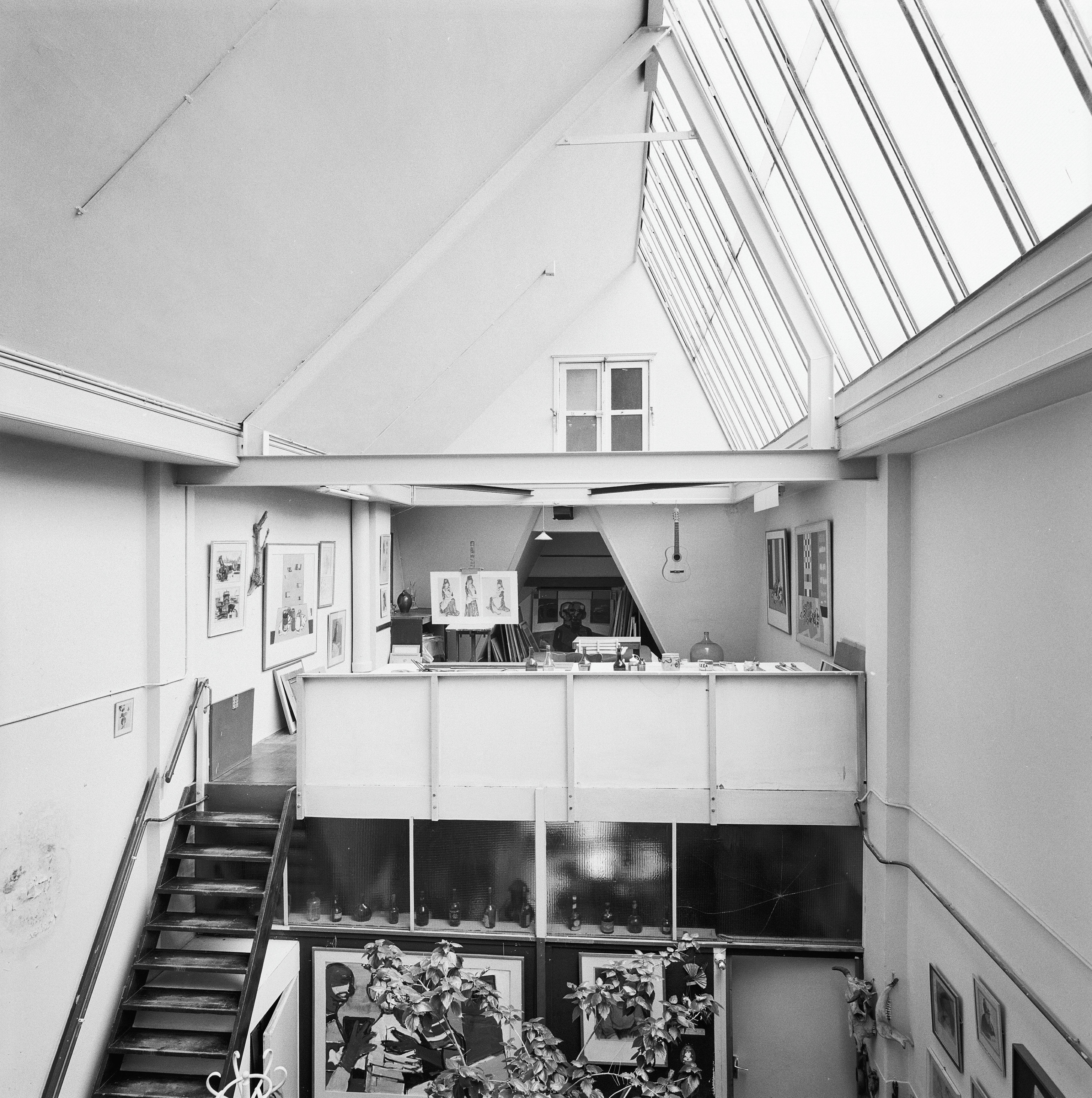
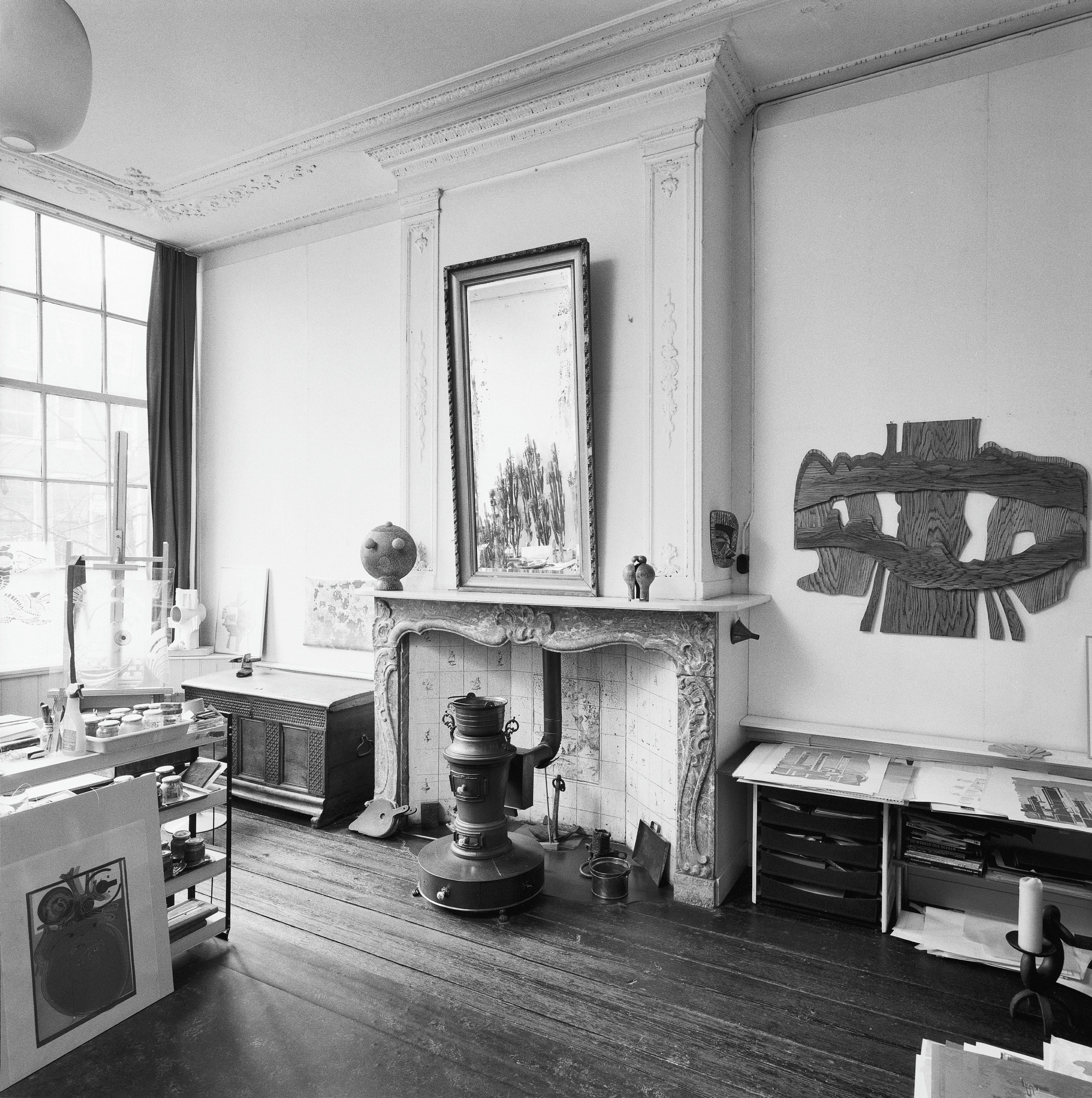

Gemeinsam lebten Josje Smit und Cephas Stauthamer im De Gecroonde Raep am Oudezijds Voorburgwal in Amsterdam, einem historischen Gebäude mit Hinterhaus, in dem sich im 19. Jahrhundert eine Zigarrenfabrik befunden hatte. Sie nutzten die ehemaligen Tabak-Dachböden als Atelier und stellten einzelne Ateliers auch anderen Künstlern zur Verfügung.
Im Laufe der Zeit machte Josje Smit sich als Bildhauerin, Keramik- und Textilkünstlerin einen Namen, erhielt private und städtische Aufträge und arbeitete als Keramikerin in den Unternehmen Tanagra Ceramiek und De Marmot von Just van Deventer. Ab 1968 war sie Mitglied der Nederlands Kunstenaars Genootschap, an deren Mitgliedsausstellungen sie sich regelmäßig beteiligte, und ab 1992 der Stichting Beeldrecht. Josje Smit arbeitete bis ins hohe Alter und fertigte in ihren letzten Lebensjahren noch Wandteppiche und Gemälde an. Sie starb 2003 in Amsterdam und hinterließ der Vereniging Hendrick de Keyser eine Kunstsammlung und einen Geldbetrag, mit dem diese das seit 1946 in ihrem Besitz befindliche Gebäude De Gecroonde Raep restaurieren konnte.

## Werk

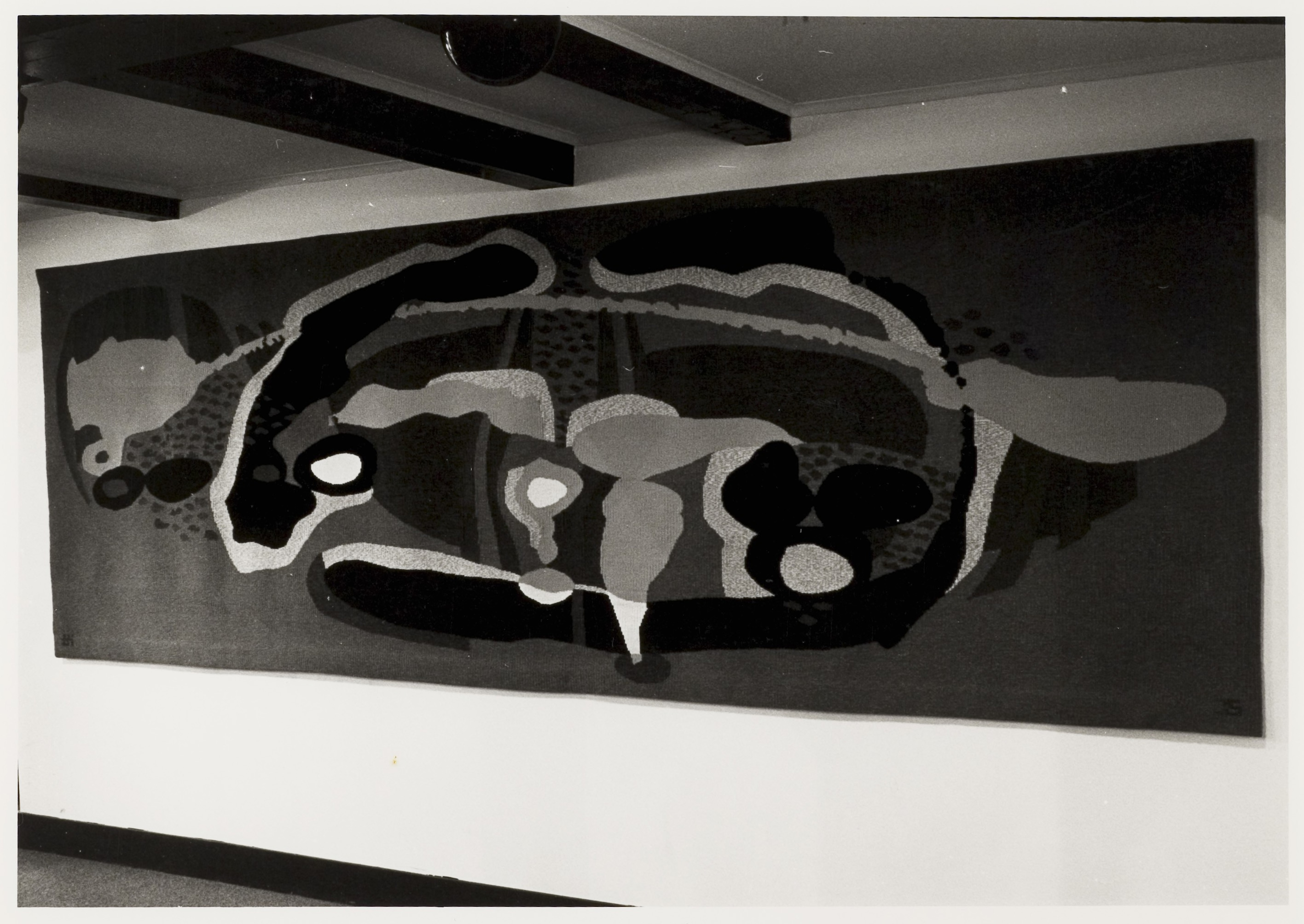
Gobelin, Rathaus in Alkmaar, Breedstraat 48–50

Als bildender Künstler arbeitete Josje Smit in verschiedenen Disziplinen, unter anderem als Bildhauerin, Keramikerin und Textilkünstlerin. Sie fertigte Siebdrucke, handgeformte Keramik, Wandteppiche- und behänge für Innenräume, Reliefwände aus Keramik im Innen- und Außenbereich, Mosaike sowie Spiel- und Kletterfiguren.
Josje Smit arbeitete sowohl figurativ als auch abstrakt mit unterschiedlichen Materialien wie Textilien, Glas, Keramik und Beton. Mit den runden, organischen Formen ihrer Wandkunstwerke schuf sie oft bewusst einen Kontrast zur kantigen, modernistischen Architektur. Beim Schaffen ihrer Kunstwerke bediente sie sich nicht einer einzigen Methode, sondern experimentierte mit verschiedenen Techniken, so verarbeitete sie in den Wandbildern und Mosaiken neben Keramik auch Glas und Kieselsteine.
Josje Smits Arbeiten sind unter anderem im öffentlichen Raum in Amsterdam, Alkmaar, Zaandam, Gouda, Leiden und Solingen zu sehen und zahlreiche Wandteppiche befinden sich in Innenräumen vieler Gebäude in den Niederlanden. PostNL und KPN haben Smits Arbeiten in ihren Unternehmenssammlungen.
Werke im öffentlichen Raum (Auswahl):
- 1954: Betonreliefs für die Außenwände der zwei Wohnblöcke Grote en Kleine Verfdoos, Lodewijk van Deysselstraat 4, Slotervaart, Amsterdam
- 1963: Zonder titel, Krugerlaan, Gouda
- 1963: Poort, Keramikrelief, Eingangstor Friedhof Rosenburgh, Voorschoten
- 1963: Zonder titel, Gezondheidscentrum, Raadhuislaan, Voorschoten
- Zonder titel, Raadhuislaan 43, Voorschoten
- 1966: Speeldieren, Amsterdam
- 1967: Keramikrelief, Universitätsbibliothek am Singel 425, Amsterdam[3]
- 1967: Hond en dromedaris und Bankjes, Piet Wiedijkpark, Amsterdam Nieuw-West
- 1974: Gouda-Plastik, Waschbeton, Unnersberger Allee, Solingen[5]
- Ballende kinderen, Meer en Vaart 290, Amsterdam Nieuw-West
- Samensmelting, Wandteppich im Hochzeitssaal von Maassluis
- Gobelin, Rathaus in Alkmaar, Breedstraat 48–50

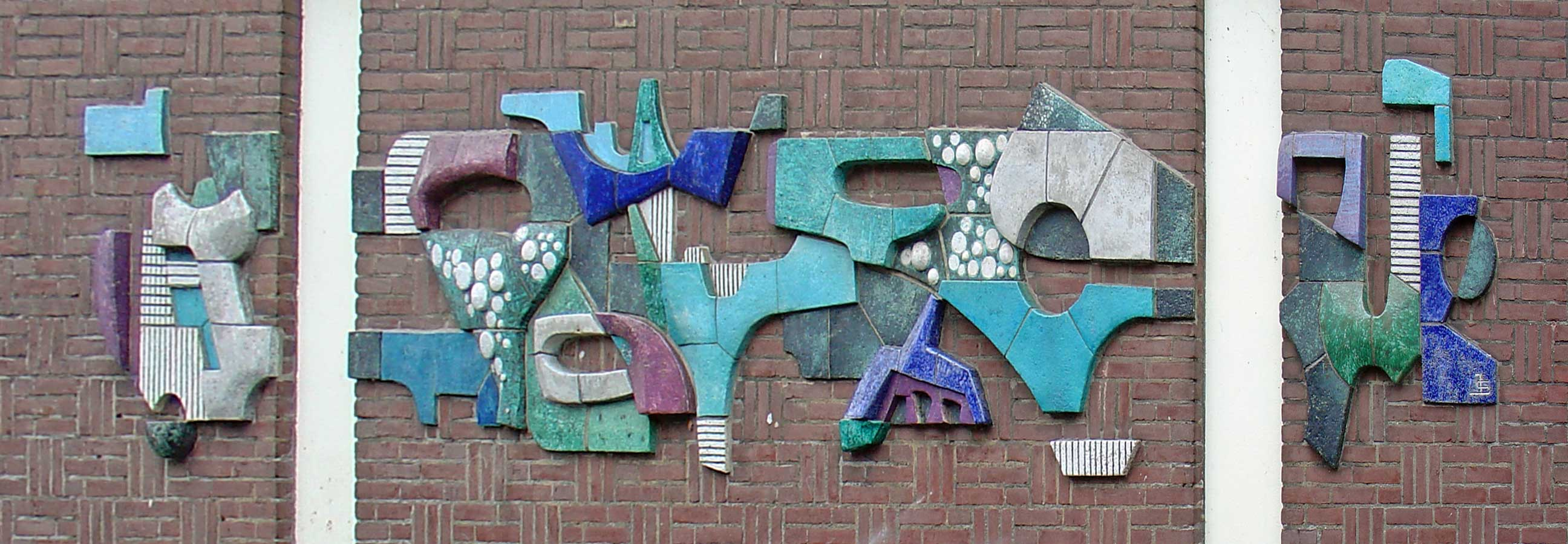
Zonder titel, Krugerlaan, Gouda
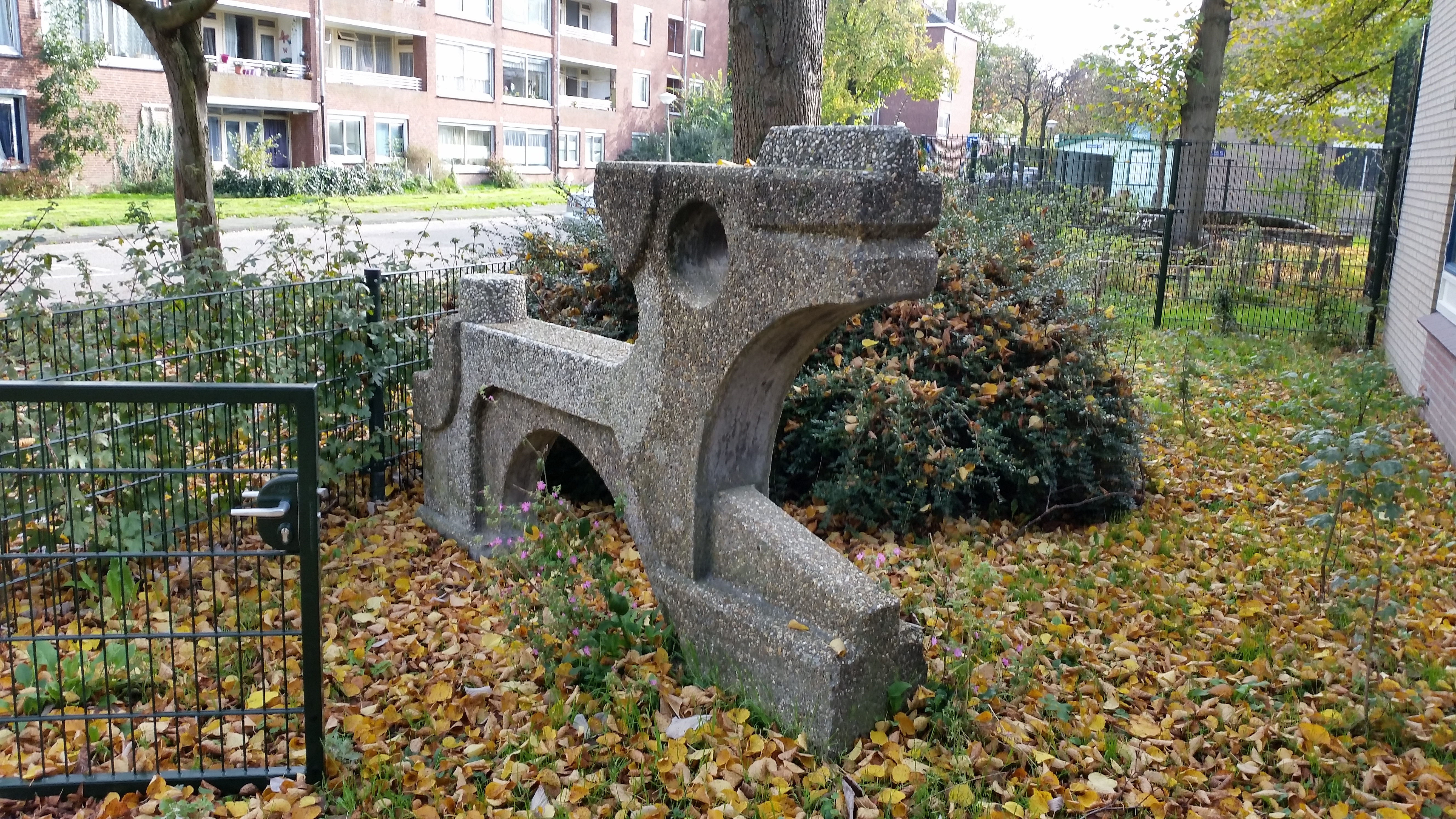
Hond …
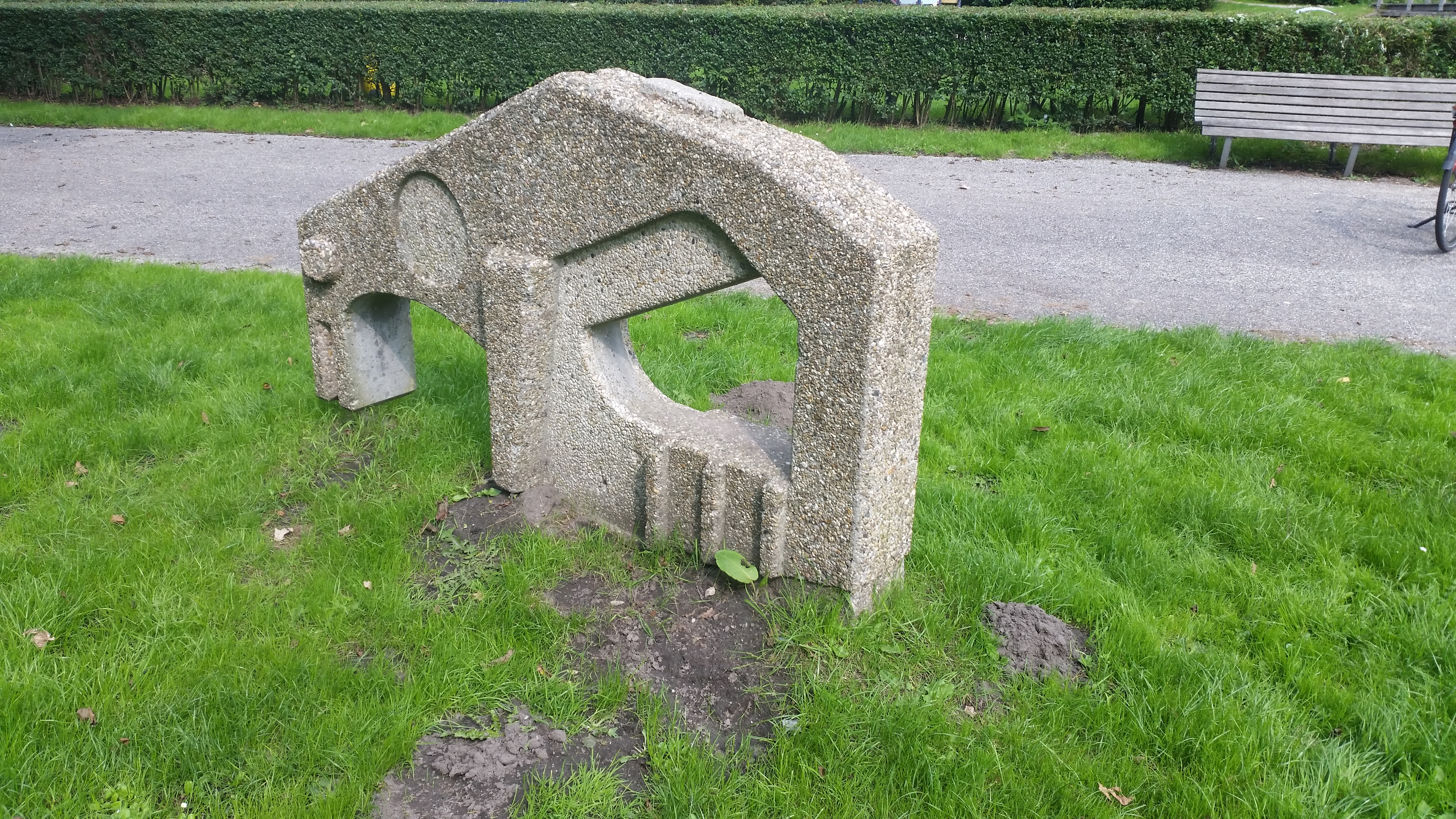
... en dromedaris
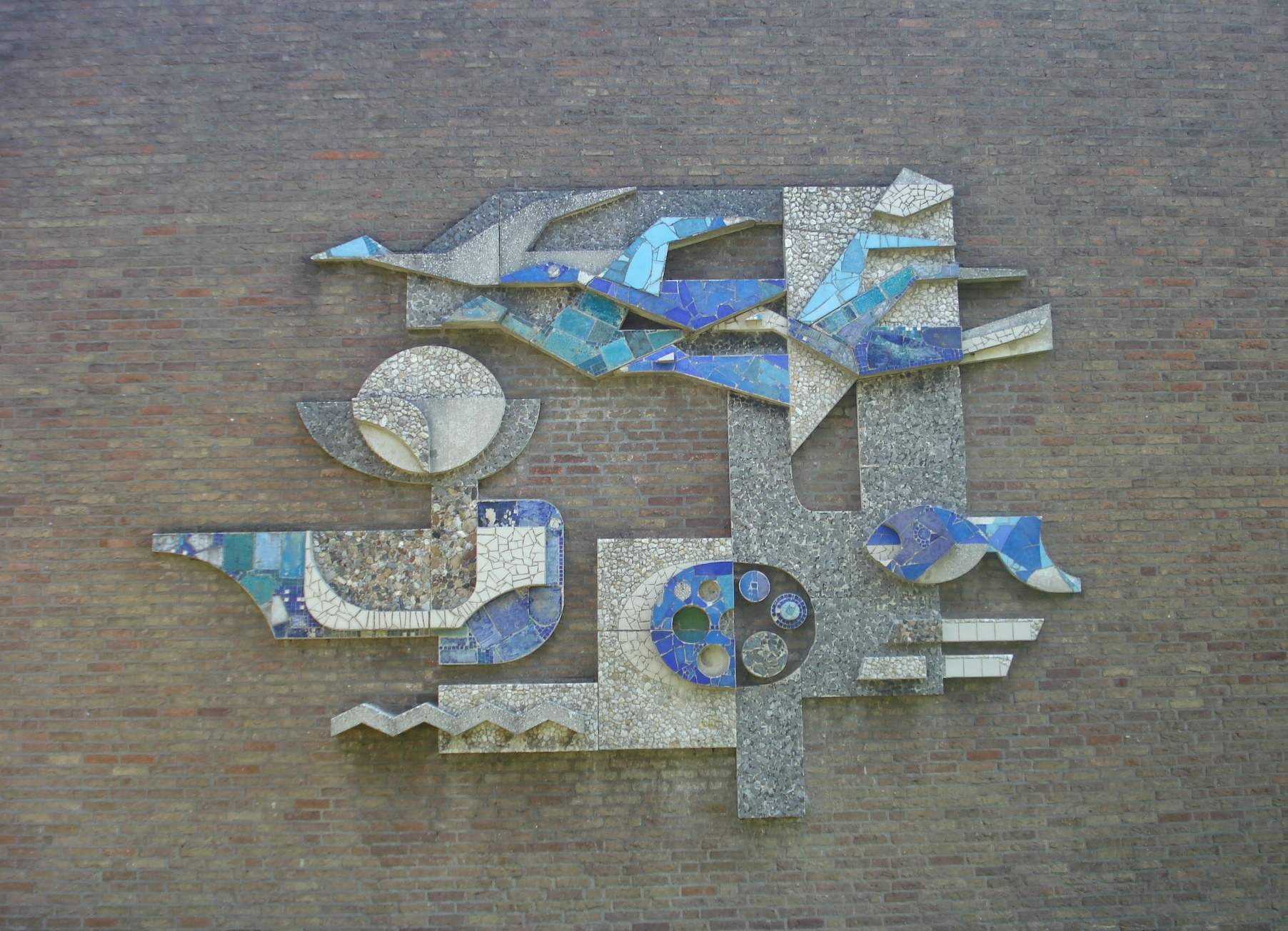
Zonder titel, Raadhuislaan 43, Voorschoten
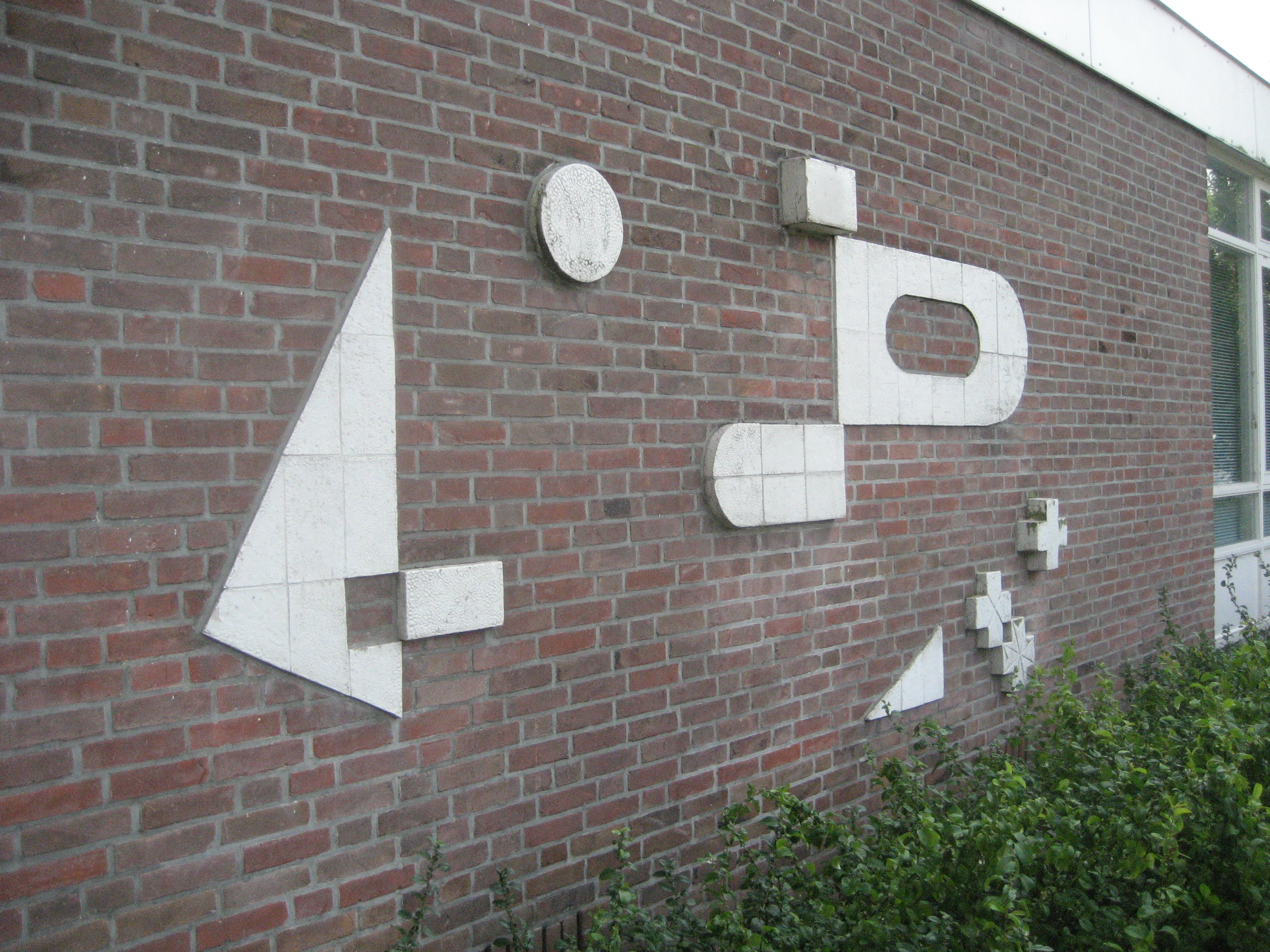
Zonder titel, Gezondheidscentrum, Raadhuislaan, Voorschoten
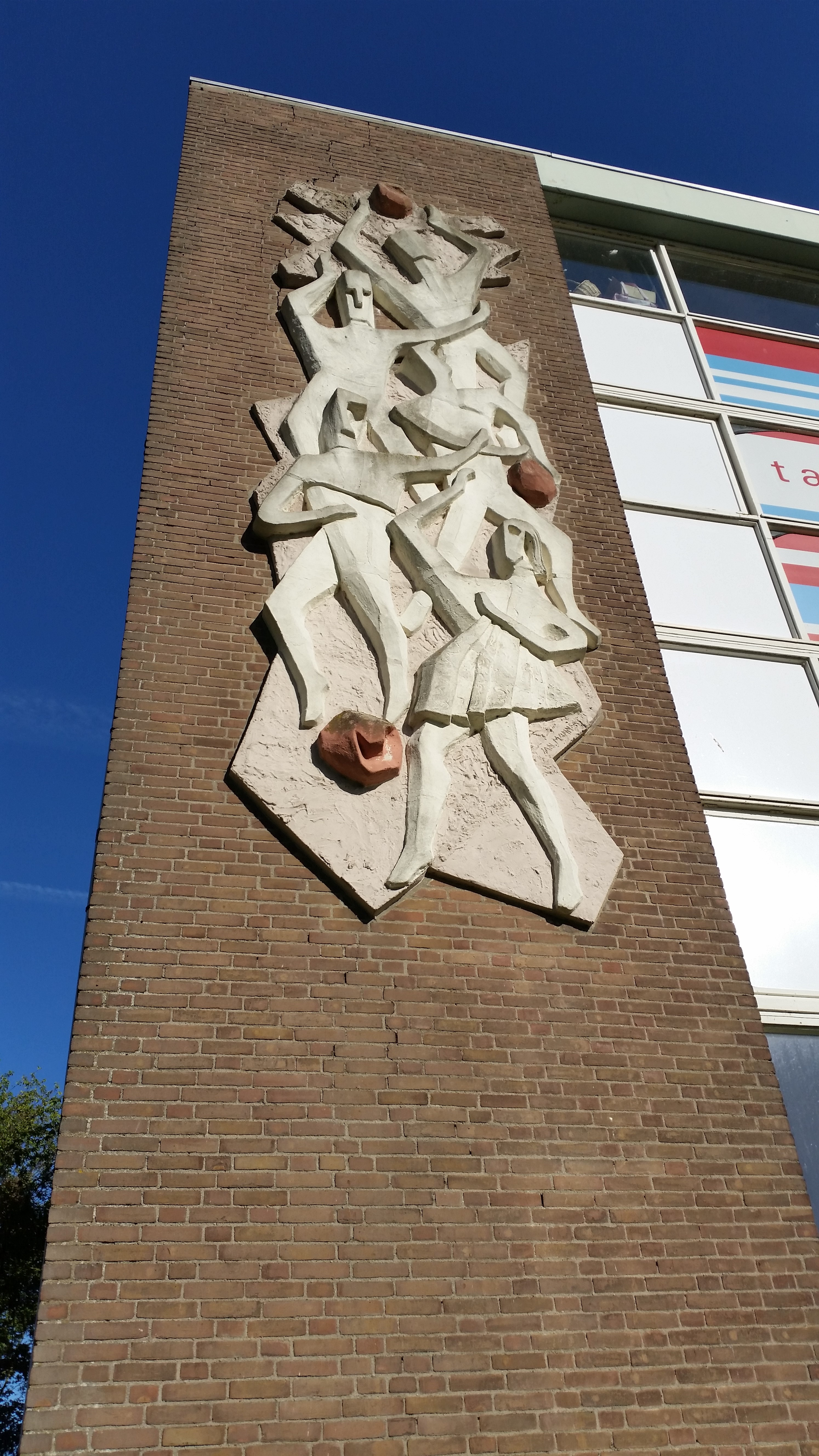
Ballende kinderen
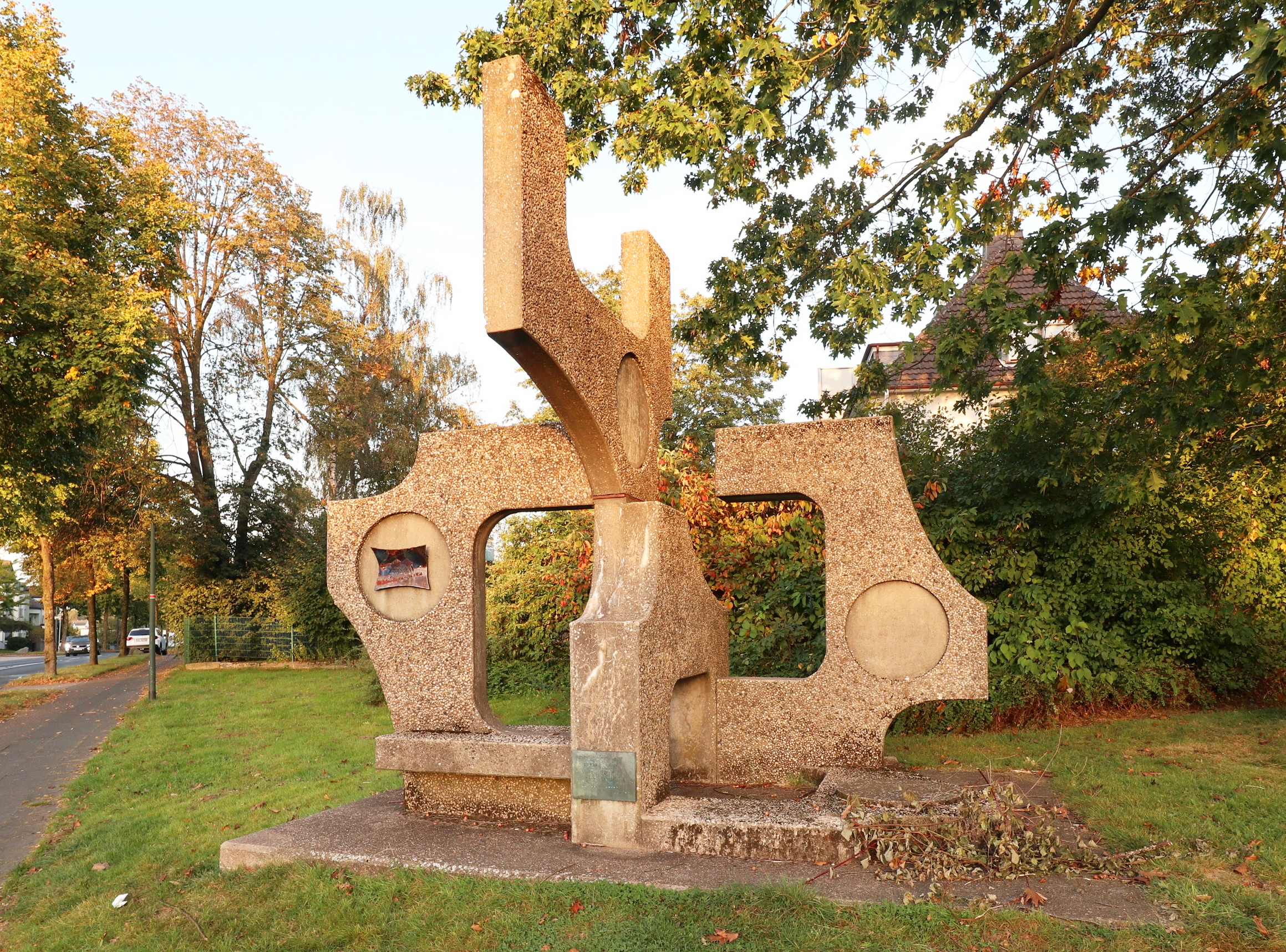
Gouda-Plastik
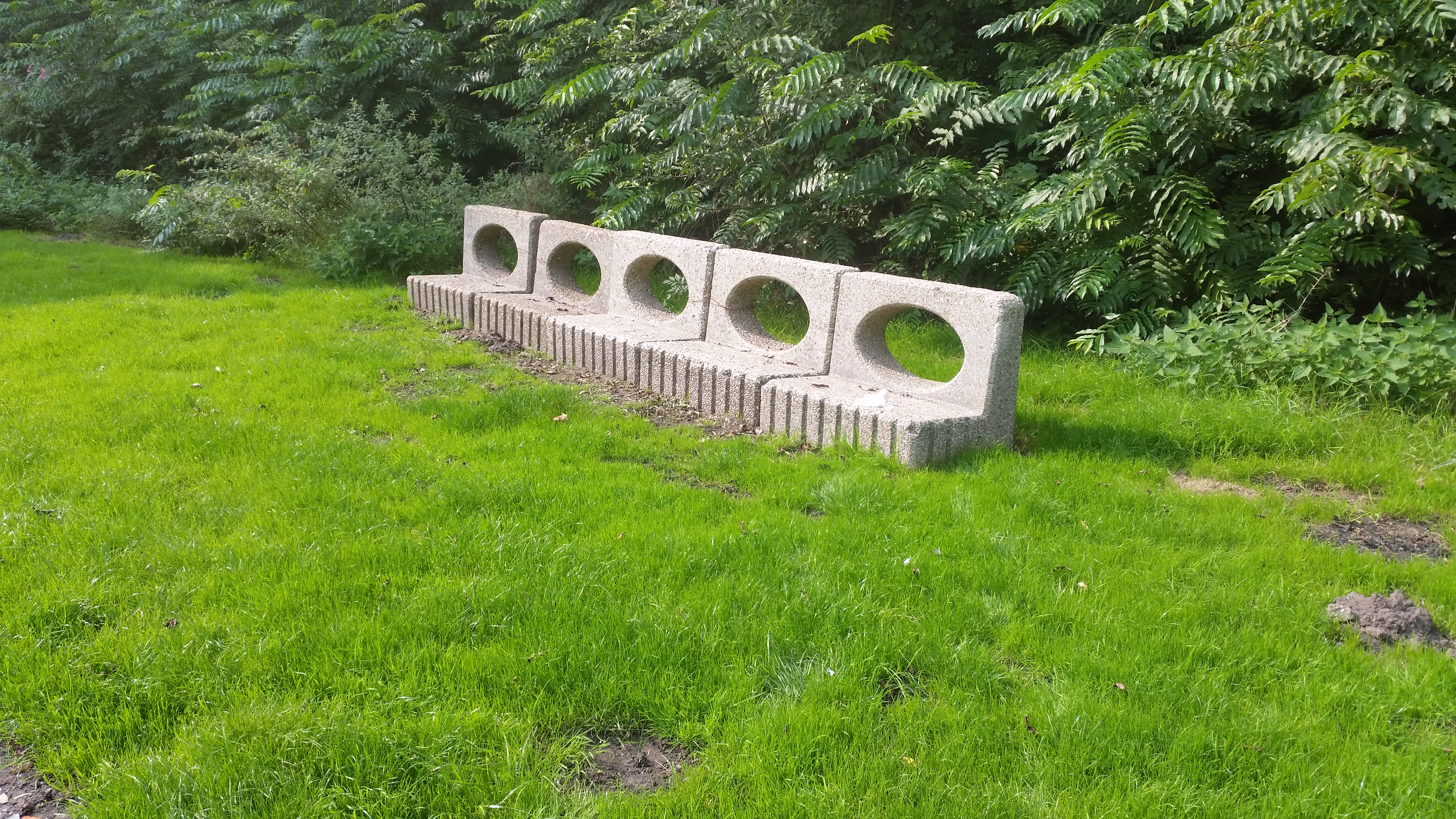
Bankjes

## Ausstellungen (Auswahl)
- 1951: Britse en Nederlandse vrouwen exposeren, Museum Fodor Amsterdam
- 1952: Contour onzer beeldende kunst 1952, Kring 46 Delft, Museum Stedelijk Museum Het Prinsenhof Delft
- 1954: Amsterdamse Katholieke Werkgemeenschap A.K.W., Museum Fodor Amsterdam
- 1957: Van Abbemuseum, Eindhoven
- 1957: Contour onzer Beeldende Kunst, Museum Het Prinsenhof Delft
- 1964: Nederlands Kunstenaars Genootschap, Stedelijk Museum Amsterdam
- 1965: Nederlands Kunstenaars Genootschap, Stedelijk Museum, Amsterdam
- 1966: Nederlands Kunstenaars Genootschap, Stedelijk Museum, Amsterdam
- 1968: Frans Hals Museum, Haarlem
- 1968: Nederlands Kunstenaars Genootschap, Stedelijk Museum, Amsterdam
- 1968: Nationale Spaarpotten, Museum Boijmans Van Beuningen, Rotterdam
- 1969: Klink klare proeven van ceramiek en glas, Stedelijk Museum Schiedam
- 1970: Nederlands Kunstenaars Genootschap, Stedelijk Museum, Amsterdam
- 1971: Frans Hals Museum Haarlem
- 1971: Werken in textiel 2, Frans Hals Museum Haarlem
- 1971: Nederlands Kunstenaars Genootschap, Stedelijk Museum, Amsterdam
- 1972: Nederlands Kunstenaars Genootschap, Stedelijk Museum, Amsterdam
- 1973: Nederlands Kunstenaars Genootschap, Stedelijk Museum, Amsterdam
- 1975: 100 vrouwen in galerie d'eendt, Galerie d'Eendt, Amsterdam
- 1979: Kunsthuis, Fundatie Kunsthuis Amsterdam[2]